# Europa Cup (korfbal) 1993
De Europacup korfbal 1993 was de 8e editie van dit internationale zaalkorfbaltoernooi. Vast geplaatste deelnemers waren de landskampioenen van Nederland, Belgie, Duitsland, Portugal, Frankrijk en het Verenigd Koninkrijk. Twee andere deelnemersplaatsen werden gewonnen door de kampioenen uit Tsjechië en Armenië.

## Deelnemers
Poule A
| Club            | Plaats    | Poule |
| --------------- | --------- | ----- |
| Catba           | Antwerpen | A     |
| Armsikopi       | Jerevan   | A     |
| ISEF Agon Clube | Lissabon  | A     |
| Nomads          | Sutton    | A     |

Poule B
| Club        | Plaats         | Poule |
| ----------- | -------------- | ----- |
| Deetos      | Dordrecht      | B     |
| VKC Kolín   | Kolín          | B     |
| Grün-Weiss  | Castrop-Rauxel | B     |
| CLL Bourges | Bourges        | B     |

### Poulefase Wedstrijden
Poule A
| Thuisploeg      |   | Uitploeg        | Uitslag |
| --------------- | - | --------------- | ------- |
| Catba           | - | Armsikopi       | 25-7    |
| ISEF Agon Clube | - | Nomads          | 16-18   |
| Armsikopi       | - | ISEF Agon Clube | 18-12   |
| Catba           | - | Nomads          | 23-3    |

Poule B
| Thuisploeg |   | Uitploeg    | Uitslag |
| ---------- | - | ----------- | ------- |
| Deetos     | - | VKC Kolín   | 24-9    |
| Grün-Weiss | - | CLL Bourges | 19-5    |
| Deetos     | - | Grün-Weiss  | 12-9    |
| VKC Kolín  | - | CLL Bourges | 18-8    |

## Finales
| 7e&8e plaats |                 |    |
|              |                 |    |
| A4           | ISEF Agon Clube | 13 |
| B4           | CLL Bourges     | 8  |

| 5e&6e plaats |           |    |
|              |           |    |
| A3           | Armsikopi | 13 |
| B3           | VKC Kolín | 9  |

| 3e&4e plaats |            |   |
|              |            |   |
| A2           | Nomads     | 8 |
| B2           | Grün-Weiss | 9 |

| Finale |        |    |
|        |        |    |
| A1     | Deetos | 10 |
| B1     | Catba  | 9  |

| Kampioen EuropaCup 1993 |
| ----------------------- |
| Deetos Eerste titel     |

## Eindklassement
| Positie | Club            |
| ------- | --------------- |
| Goud    | Deetos          |
| Zilver  | Catba           |
| Brons   | Grün-Weiss      |
| 4       | Nomads          |
| 5       | Armsikopi       |
| 6       | VKC Kolín       |
| 7       | ISEF Agon Clube |
| 8       | CLL Bourges     |